# 南島原市立山口小学校
南島原市立山口小学校（みなみしまばらしりつ やまぐちしょうがっこう、Minamishimabara City Yamaguchi Elementary School）は、かつて長崎県南島原市加津佐町にあった公立小学校。
2014年（平成26年）3月に閉校。他2校と統合され南島原市立加津佐小学校が新設された。

## 概要
歴史
1874年（明治7年）に開校した「下等山口小学校」を前身とする。少子化により児童数が減少したため2014年（平成26年）3月に加津佐東小学校と津波見小学校の2校と統合する形で139年の歴史に幕を閉じた。
学校教育目標
「心豊かで、進んで学び、最後までやりぬく山口っ子の育成」
校章
「小」の文字を図案化した図形で校名の「山口」の文字（縦書き）を囲んでいる。
校歌
1957年（昭和32年）に制定。作詞は吉富新一、作曲は伊藤英一による。歌詞は3番まであり、各番に校名の「山口小学校」が登場する。
校区
南島原市加津佐町六反田名（山口・後登龍・鍛冶屋敷・上登龍の4地区）
中学校区は南島原市立加津佐中学校。

## 沿革
- 1874年（明治7年）11月 - 加津佐村六反田名山口に「下等山口小学校」が創立される。
- 1885年（明治18年）3月 - 「中等水月小学校山口分校」と改称。
- 1886年（明治19年）9月 - 小学校令の施行により、宮原分校と統合され、「簡易宮原小学校」と改称。
- 1890年（明治23年）11月 - 統合により「尋常水月小学校山口分校」となる。
- 1893年（明治26年）3月 - 尋常水月小学校から分離し「山口尋常小学校」（修業年限4年）として独立。
- 1899年（明治32年）4月1日 - 2学級編制（1・2年複式、3・4年複式）となる。
- 1907年（明治41年）4月1日 - 義務教育期間の延長により、新たに尋常科5・6年が設置され、3学級編制（1・2年複式、3・4年複式、5・6年複式）となる。
- 1923年（大正12年）9月 - 上下二段に分かれていた校庭が地域の奉仕作業により現在の形に整備される。
- 1929年（昭和4年）4月 - 蓮岳名を校区から分離。
- 1941年（昭和16年）4月1日 - 国民学校令の施行により、「加津佐町山口国民学校」と改称。
- 1947年（昭和22年）4月1日 - 学制改革により、「加津佐町立山口小学校」と改称。
- 1949年（昭和24年）6月 - 4学級編制（1・2年複式、3・4年複式、5年単式、6年単式）となる。
- 1950年（昭和25年）
  - 8月 - 教室を増築。
  - 9月 - 全学年単式学級を開始。
- 1955年（昭和30年）9月 - 移転改築のために2,000坪の整地を完了。
- 1956年（昭和31年）8月 - 新校舎が完成。
- 1957年（昭和32年）3月 - 校歌を制定。
- 1963年（昭和38年）9月 - 学校給食（脱脂粉乳）を開始。
- 1977年（昭和52年）9月 - 簡易水道施設が完成。
- 1979年（昭和54年）
  - 1月 - 校章を制定。
  - 4月 - 加津佐東小学校から運搬する形態で学校給食を開始。
  - 9月 - 校旗贈呈式を挙行。
- 1981年（昭和56年）2月 - 体育館が完成。
- 1984年（昭和59年）1月 - 水道施設が完成。
- 1988年（昭和63年）11月  - 県下一斉のびのび少年デーを実施。
- 2006年（平成18年）
  - 3月31日 - 市町村合併により「南島原市立山口小学校」に改称。
  - 4月1日 - 3学級編制（完全複式学級）となる。
- 2014年（平成26年）
  - 3月21日 - 閉校式典を挙行。
  - 3月31日 - 閉校。在校生は新設の南島原市立加津佐小学校に通学することとなる。

跡地の活用
- 2017年（平成29年）6月30日 - 東京のIT企業「セラク」が農業IT研究開発拠点「南島原農業IT研究所」を開設。

## 交通アクセス
最寄りのバス停
- 島鉄バス 「加津佐橋」バス停

最寄りの道路
- 国道389号
- 長崎県道209号山口南有馬線

## 周辺
- 玉泉寺
- 琴平神社
- 社会福祉法人つかさ会ノーブル